# 青山公路－青山灣段
青山公路－青山灣段，是青山公路其中一段，路段南接掃管笏管青路，北達杯渡路。九巴對整條青山公路的分站代號前綴均為CA07。 
青山公路－青山灣段的南面為掃管笏段，北面則為新墟段。

## 歷史
青山公路－青山灣段是屯門區主要幹道之一，是早期接駁市區的主要道路，此路段改動不大，但在三聖邨至置樂花園一帶路段因屯門公路的興建而有所修改。
屯門公路通車後，青山公路使用量明顯減少，但因這是前往青山灣沿岸地區的必經之路，除了中密度住宅外，青山灣沿岸海灘則是市民遊玩的好去處，除了部份泳灘可供市民暢泳外，也有燒烤場分佈在各政府泳灘旁，沿途仍有一定流量。每逢屯門公路市中心至小欖一段發生嚴重事故而需封路時，青山公路－青山灣段成為唯一對外通道。
此路近香港黃金海岸至三聖墟一段於1990年代初提升為9米闊雙線雙程行車道路。至於三聖墟至屯興路一段路口，最初因道路狹窄，而曾進行擴闊工程，期間因怪石（三聖石）阻路，引致不小意外，所以需要繞過怪石進行，而怪石位置現已開闢為麒麟崗公園。青山公路亦因應屯門公路重建及改善工程進行而被改建，行車流量因此得到改善。
隨著屯門區近郊發展迅速，由香港黃金海岸至三聖一段青山公路正進行第二次擴建工程，以應付日後需求。

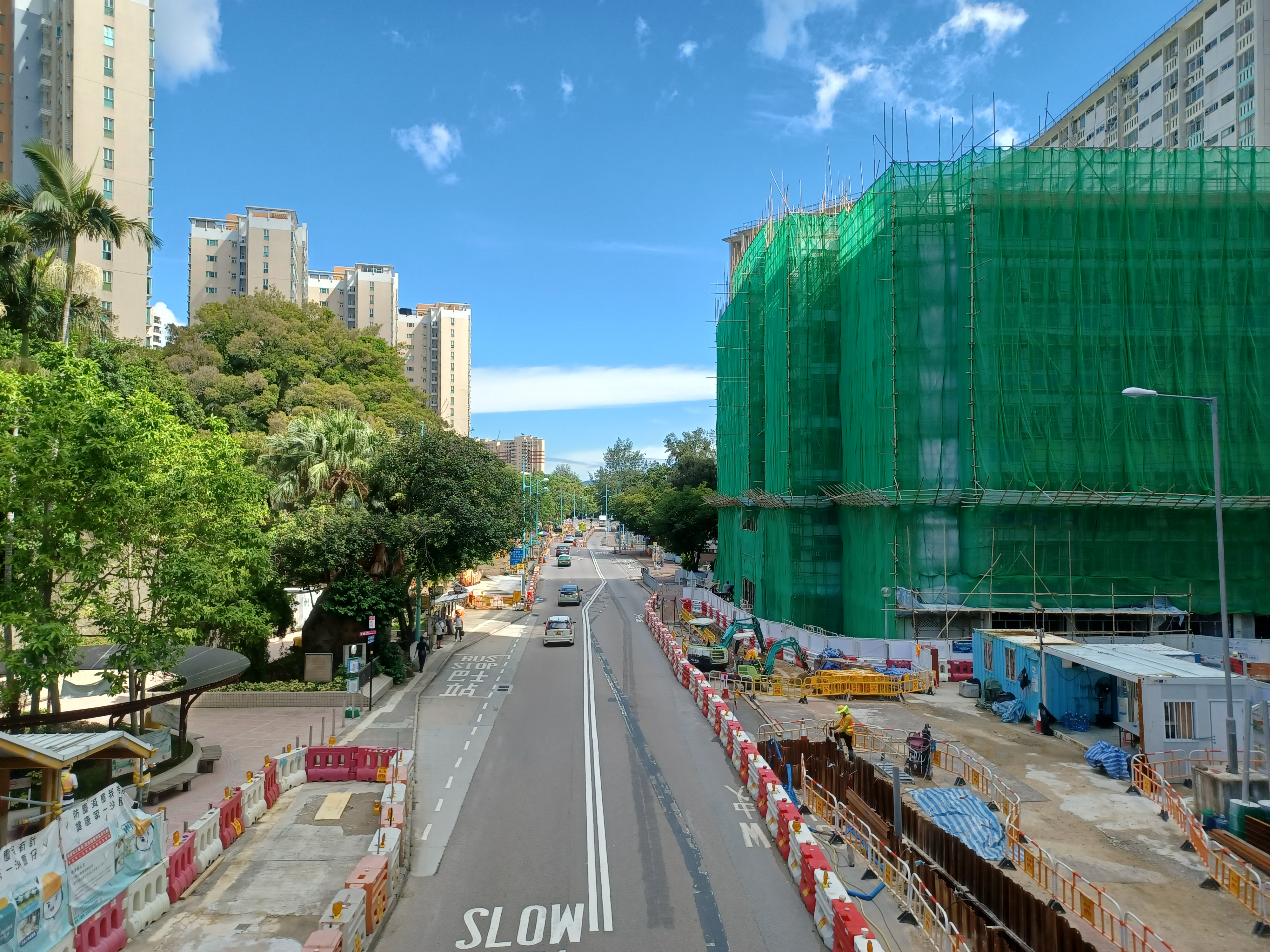
三聖邨外的青山公路－青山灣段正在進行道路擴闊工程（2022年8月）
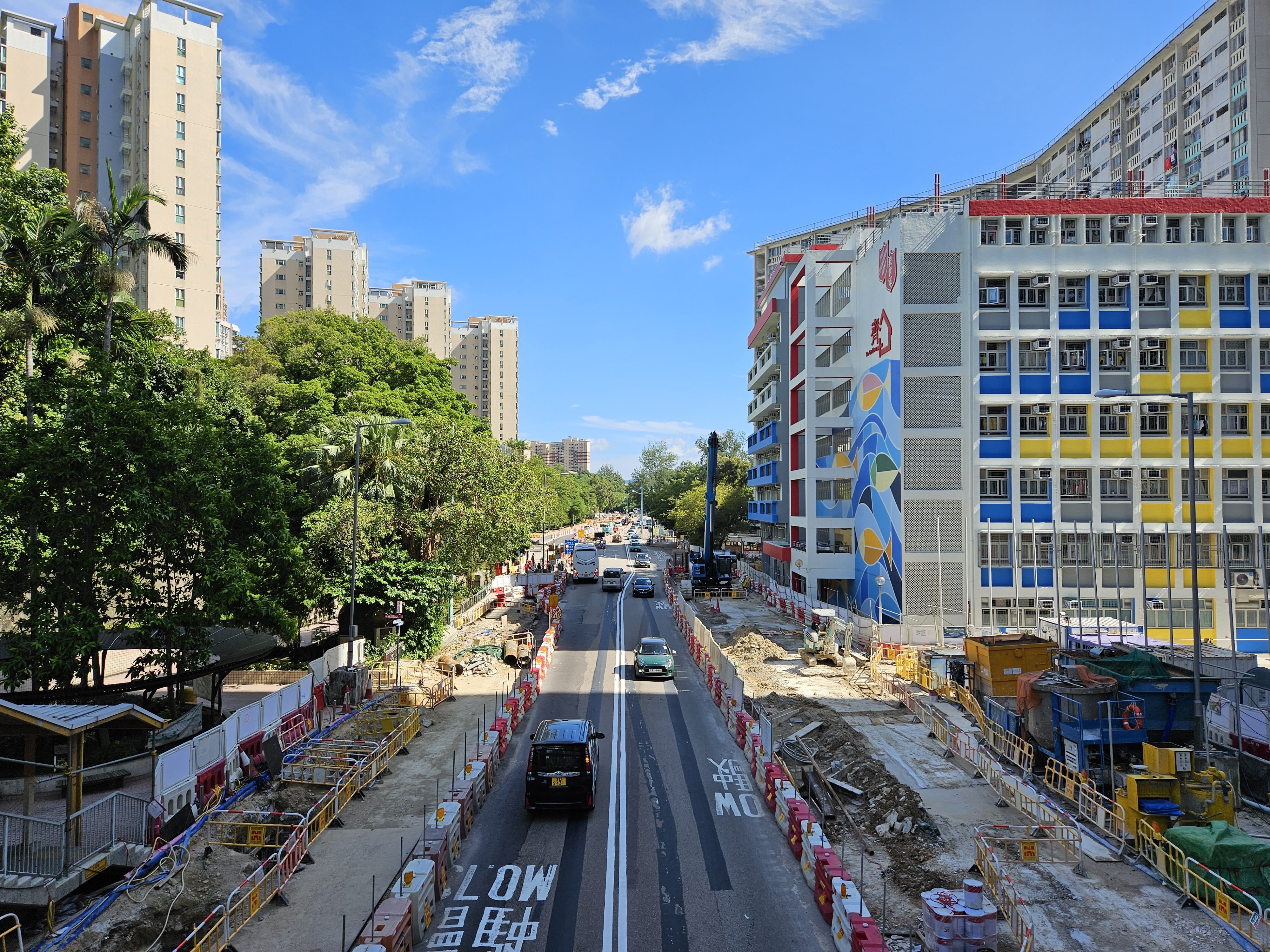
三聖邨外的青山公路－青山灣段正在進行道路擴闊工程（2023年9月）